# Yun Chi-ho
Yun Chi-ho (en coreano: 윤치호, 尹致昊; 26 de diciembre de 1864-6 de diciembre de 1945; conocido también por su seudónimo Jwaong, 좌옹) fue un activista de independencia, político, filósofo, educador coreano. Luchó junto a la oposición contra la ocupación japonesa de Corea que duró de 1910 a 1945.
Como representación de los intelectuales racionales, ha sido constantemente considerado como una de las mayores figuras en la historia de Corea.

## Obras
- Diario de Yun Chi-ho (윤치호일기, 尹致昊日記)
- Carta de Yun Chi-ho (윤치호서한집, 尹致昊書翰集)